# Ил-22
Ил-22 — экспериментальный самолёт ОКБ Ильюшина, первый советский реактивный бомбардировщик, а также первый советский тяжёлый 4-двигательный реактивный самолёт. Самолёт испытывался в два этапа в 1947—1948 годах, однако в серию передан не был.

## История разработки
В мае 1946 года Ильюшин в инициативном порядке подал в МАП СССР проект реактивного бомбардировщика под 4 двигателя ТР-1А. Проект был включён в план опытного самолётостроения с оговоркой, что, хотя он и не является передовым по сравнению с зарубежными аналогами (назывался трофейный немецкий Junkers Ju 287), но имел преимущество в использовании отечественных авиадвигателей.
На Ил-22 изучалась динамика реактивного полёта на околозвуковой скорости, отрабатывались конструкции крыла и герметичной кабины. Отлаживалась работа ТРД на различных режимах и в разных погодных условиях.

## Особенности конструкции

### Установка двигателей
В середине 1940-х годов была принята установка реактивных двигателей в прижатых к нижней части крыла закрытых гондолах, часто в пакете, то есть в одной гондоле устанавливалось несколько двигателей. Такая компоновка позволяла снизить лобовое сопротивление, однако из-за недостаточной надёжности ТРД того времени, выход из строя одного из них мог повлечь отключение соседних. Чтобы решить эту проблему, для Ил-22 было предложено оригинальное по тем временам решение — разместить двигатели в отдельных гондолах с пилонным креплением и разнести их далеко друг от друга по длине крыла. По итогам испытаний такая подвеска оказалась не только эффективнее пакетной по аэродинамическим параметрам, но и обеспечила лёгкий доступ к каждому двигателю, что было особенно важно для экспериментального самолёта.

### Фюзеляж
Сечение фюзеляжа Ил-22 имело форму горизонтального овала. Горизонтальная компоновка позволила удобно разместить пять человек экипажа, а также запас топлива в специальных мягких баках. В связи с малым объёмом мотогондол, шасси также были смонтированы на фюзеляже. Оси вращения стоек шасси были сделаны наклонными так, чтобы расстояние между колёсами было максимальным при полном их выдвижении, а в сложенном состоянии стойки умещались в фюзеляже перед бомбоотсеком.

### Крылья
Небольшая расчётная скорость Ил-22 позволила сделать крыло прямым. В итоге, для Ил-22 было спроектировано тонкое крыло (относительная толщина 12 %) с расчётной удельной нагрузкой 310—350 кгс/м². Максимальная толщина расположена по линии 40 % хорды.

### Оборонительное вооружение
Ко времени разработки Ил-22 мощность и вес авиационных вооружений настолько возросли, что потребовалось создание систем дистанционного управления вооружениями, максимально быстро и точно связывающими прицел с пушкой. Ил-22 имел следующие вооружения:
- Передняя полусфера — неподвижная пушка НС-23 на правом борту, боезапас 150 снарядов. Управление — командир экипажа;
- Верхняя полусфера — вращающаяся башенная установка с двумя спаренными пушками Б-20Э. Общий боезапас 800 снарядов. Дистанционное электроуправление — стрелок-радист. Прицел наводился на цель вручную, а баллистические поправки, параллакс и упреждение вводились автоматически.
- Задняя полусфера — установка Ил-КУ-3 с пушкой НС-23 и боезапасом в 225 снарядов за хвостовым оперением. Диапазон обстрела — ± 70º по горизонтали, 35º вверх, 30º вниз.

Размещение стрелка вне турельной установки позволило разместить все элементы системы оптимальным образом — пушки для максимального сектора обстрела, а стрелка — в место с максимальным обзором. Уменьшение размеров башни снизило аэродинамическое сопротивление, а стрелок не уставал от тряски при выстрелах и при перемещении тяжёлой конструкции.
Чтобы избежать повреждения частей самолёта собственным пушечным вооружением, в механику управления пушками были установлены специальные выключатели, блокирующие огонь в определённых положениях ствола.

## Экипаж
Экипаж Ил-22 состоял из пяти человек: два лётчика, штурман-бомбардир, стрелок-радист в носовой части фюзеляжа, стрелок кормовой пушечной установки.

## Результаты испытаний
В ходе испытаний было установлено, что тяги двигателей 1300 кгс недостаточно для получения необходимых параметров полёта (изначально предполагалось, что тягу удастся довести до 1600 кгс). Из-за этого взлётную массу пришлось сократить на 4000 кг (до 20000 кг). Время полёта составило всего 1 час 25 минут, дальность — 885 км. Недостаточной оказалась и скорость — 656 км/ч у земли и 718 км/ч на высоте. Длина разбега — 1144 м. Несмотря на недостатки, отзывы первых лётчиков-испытателей, братьев Владимира и Константина Коккинаки, были положительными. Они отметили хорошую управляемость и неплохие аэродинамические качества самолёта.
В 1948 году был проведён второй этап испытаний. Два двигателя были заменены на новые, но их тягу так и не удалось довести до расчётной. Также проводились испытания взлёта с твердотопливными ускорителями, что позволило сократить длину разбега на 38 %.
По результатам двух этапов было решено не передавать самолёт на государственные испытания, и все работы по нему были свёрнуты. Опыт разработки и испытаний Ил-22 был в дальнейшем использован в работе над серийным самолётом — Ил-28.

## Характеристики
Источник данных: 

Технические характеристики
- Экипаж: 5 человек (два пилота, штурман-бомбардир, стрелок-радист, кормовой стрелок)
- Длина: 21,1 м
- Размах крыла: 23,1 м
- Высота:
- Площадь крыла: 74,5 м²
- Масса пустого: 14 950 кг
- Нормальная взлётная масса: 20 000 кг
- Силовая установка: 4 × ТРД ТР-1
- Тяга: 4 × 940 кгс

Лётные характеристики
- Максимальная скорость: 718 км/ч
- Крейсерская скорость: 560 км/ч
- Практическая дальность: 865 км
- Практический потолок: 11 100 м
- Длина разбега: 1144 м

Вооружение
- Стрелково-пушечное: для стрельбы вперёд — НС-23 (боезапас 150 снарядов); для обстрела верхней полусферы — спаренные Б-20Э (общий боезапас 800 снарядов); кормовая установка Ил-КУ-3 с одной пушкой НС-23 (боезапас 225 снарядов)
- Бомбы: на внутренней подвеске: нормальная — 2000 кг, максимальная — 3000 кг